# 桃園捷運1000型電車

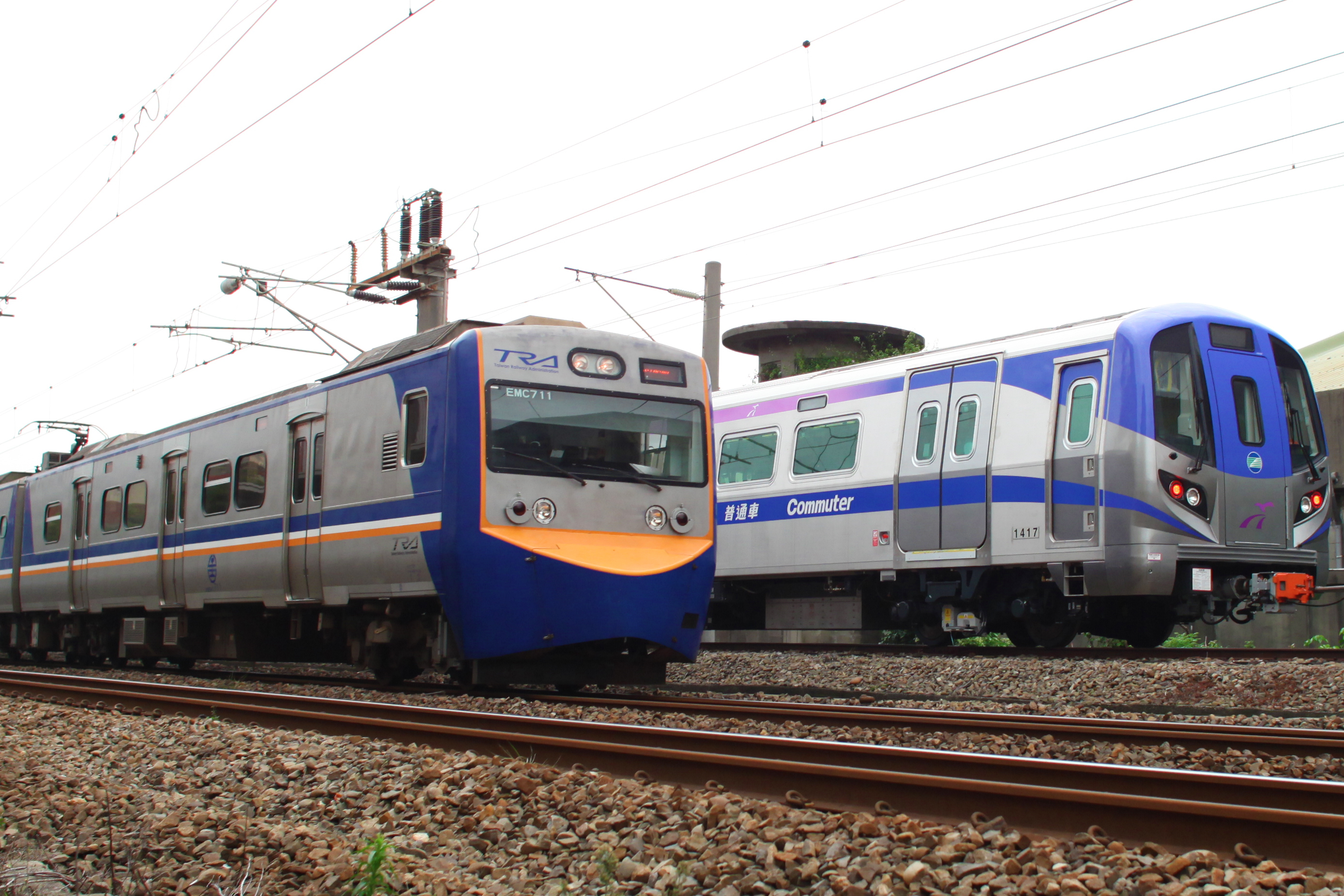
台湾車輌の工場（新竹県）で台鉄EMU700型電車（左）と並ぶ機場捷運1000型（右）

桃園捷運1000型電車（とうえんしょううん1000がたでんしゃ）は2017年から台湾の桃園捷運(桃捷、桃園メトロ)で運用されている通勤型電車。

## 概要
交通部高速鉄路工程局（現・交通部鉄道局）によって発注され、桃園機場捷運（桃園捷運機場線）で運用されている。日本の川崎重工業とその技術移転を受けた台湾車輌によって20編成80両が製造された。川崎が第1編成および増備車となる第18-20編成を、台湾車輌が残り16編成を担当している。（第1編成（1101/1401）は2011年7月29日に神戸港から発送され、8月3日に台北港に到着、現地生産の初回分1102/1402～1117/1417は2012年12月に落成している。増備車の第18編成（1118/1418）は2015年9月3日に台北港に到着している。

## 仕様
編成長は約82メートルで4両編成。床面高さは113.3cm、客室内天井高さは205.0cm。先頭車運転室窓まわりからコーポレートカラーの青が側面に向かって伸びている。側面上段の帯は運転室横の客室扉直後から紫色に変化する。旅客案内上も普通車は青で統一され、直達車の紫と明確に区別している。連結器は全てドイツ・フォイト社製で、両先頭車はシャルフェンベルク式連結器（密着式）、中間部は半永久式。

### 性能
車体や機器構成などの基本設計は同線で直達車として運用されている2000型と共通。未成線となった前身の中正機場捷運を受け継いで、急曲線や急勾配（最大49.2パーミル(p134)）の多い機場線の線形に対応するため全車両電動車となっている。台北捷運や高雄捷運と同じく標準軌、第三軌条方式の車両が採用された。主電動機は1軸当たり185kW。

### 編成
| 方向         | 方向         | ← 台北 桃園国際空港・環北 →                   | ← 台北 桃園国際空港・環北 →                   | ← 台北 桃園国際空港・環北 →                   | ← 台北 桃園国際空港・環北 →                   | 凡例 - DMC - 制御電動車 - MC - 電動車 備考 - 編成番号XX02～XX17は台湾車輌公司のノックダウン生産 記号 - ：大型手荷物 - ：Wi-Fi - ：AED |
| 形式         | 形式         | DMC1400 (Mc1)                                 | MC1300 (M1)                                   | MC1200 (M2)                                   | DMC1100 (Mc2)                                 | 凡例 - DMC - 制御電動車 - MC - 電動車 備考 - 編成番号XX02～XX17は台湾車輌公司のノックダウン生産 記号 - ：大型手荷物 - ：Wi-Fi - ：AED |
| 機器配置     | 機器配置     | VVVF                                          | SIV                                           | SIV                                           | VVVF                                          | 凡例 - DMC - 制御電動車 - MC - 電動車 備考 - 編成番号XX02～XX17は台湾車輌公司のノックダウン生産 記号 - ：大型手荷物 - ：Wi-Fi - ：AED |
| 車内設備     | 車内設備     | ,                                             | ,                                             | ,                                             | ,                                             | 凡例 - DMC - 制御電動車 - MC - 電動車 備考 - 編成番号XX02～XX17は台湾車輌公司のノックダウン生産 記号 - ：大型手荷物 - ：Wi-Fi - ：AED |
| 座席定員     | 座席定員     | 48+2                                          | 50+2                                          | 52+2                                          | 48+2                                          | 凡例 - DMC - 制御電動車 - MC - 電動車 備考 - 編成番号XX02～XX17は台湾車輌公司のノックダウン生産 記号 - ：大型手荷物 - ：Wi-Fi - ：AED |
| 乗車定員     | 乗車定員     | 269                                           | 289                                           | 289                                           | 269                                           | 凡例 - DMC - 制御電動車 - MC - 電動車 備考 - 編成番号XX02～XX17は台湾車輌公司のノックダウン生産 記号 - ：大型手荷物 - ：Wi-Fi - ：AED |
| 手荷物積載数 | 手荷物積載数 | 20インチキャリーバッグ252個分(座席下、荷物棚) | 20インチキャリーバッグ252個分(座席下、荷物棚) | 20インチキャリーバッグ252個分(座席下、荷物棚) | 20インチキャリーバッグ252個分(座席下、荷物棚) | 凡例 - DMC - 制御電動車 - MC - 電動車 備考 - 編成番号XX02～XX17は台湾車輌公司のノックダウン生産 記号 - ：大型手荷物 - ：Wi-Fi - ：AED |
| 車両番号     |              |                                               |                                               |                                               |                                               | 凡例 - DMC - 制御電動車 - MC - 電動車 備考 - 編成番号XX02～XX17は台湾車輌公司のノックダウン生産 記号 - ：大型手荷物 - ：Wi-Fi - ：AED |
| 川崎重工     | 1401         | 1301                                          | 1201                                          | 1101                                          |                                               | 凡例 - DMC - 制御電動車 - MC - 電動車 備考 - 編成番号XX02～XX17は台湾車輌公司のノックダウン生産 記号 - ：大型手荷物 - ：Wi-Fi - ：AED |
| 台湾車輌     | 1402 : 1417  | 1302 : 1317                                   | 1202 : 1217                                   | 1102 : 1117                                   |                                               | 凡例 - DMC - 制御電動車 - MC - 電動車 備考 - 編成番号XX02～XX17は台湾車輌公司のノックダウン生産 記号 - ：大型手荷物 - ：Wi-Fi - ：AED |
| 川崎重工     | 1418 : 1420  | 1318 : 1320                                   | 1218 : 1220                                   | 1118 : 1120                                   |                                               | 凡例 - DMC - 制御電動車 - MC - 電動車 備考 - 編成番号XX02～XX17は台湾車輌公司のノックダウン生産 記号 - ：大型手荷物 - ：Wi-Fi - ：AED |

### 設備
車両ごとの座席定員は188席。各車両ごとのドア数は3つ。座席はオールロングシートで空港旅客と通勤旅客の両面に対応している。国内の佳豊機械設計工業が製作した(p60)。博愛座（優先座席）は濃い紫で明確化されている。台湾桃園国際空港利用客を考慮し、大型のスーツケースなどを置ける荷物棚が設置されている。側面窓下部の帯部分には、誤乗防止の観点からホームドア越しでも見えやすいように「Commuter 普通車」と大きい文字で表記されている。車内には消火器、防犯カメラが設置されている。また、開業直後に台湾で初の事例となる車内自動体外式除細動器（AED）が1両目と4両目に増設されている。
2018年7月、従来は台北と桃園国際空港間で運行されていた直達車（急行列車）の増発と環北駅方面の延伸に伴い、2編成は客室設備はそのままに外観色が2000型と同様の紫主体となり直達車として運用されている。
2019年8月末に直達車11編成を合わせて全旅客車両の照明がLED式に順次換装された。

## ギャラリー

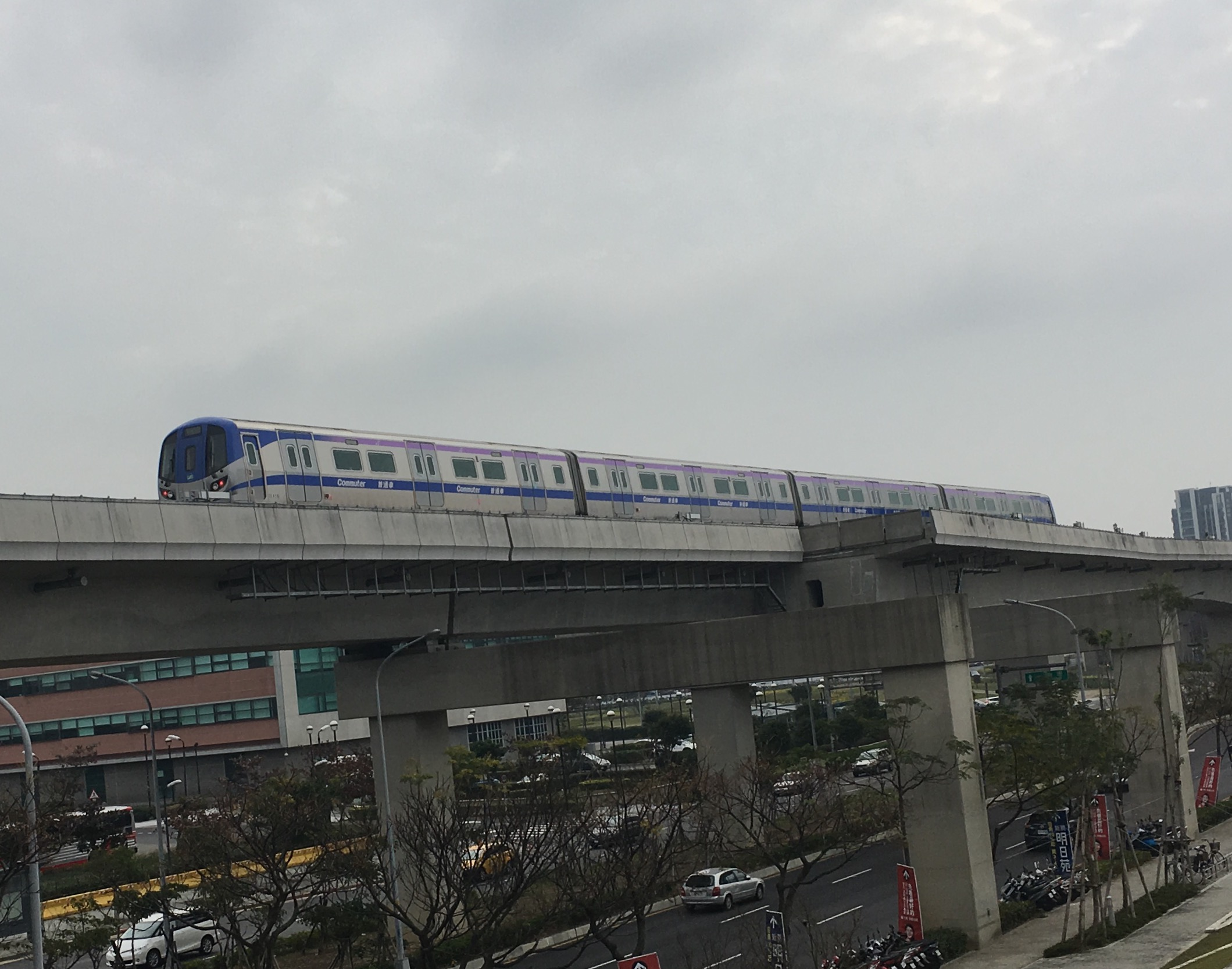
外観
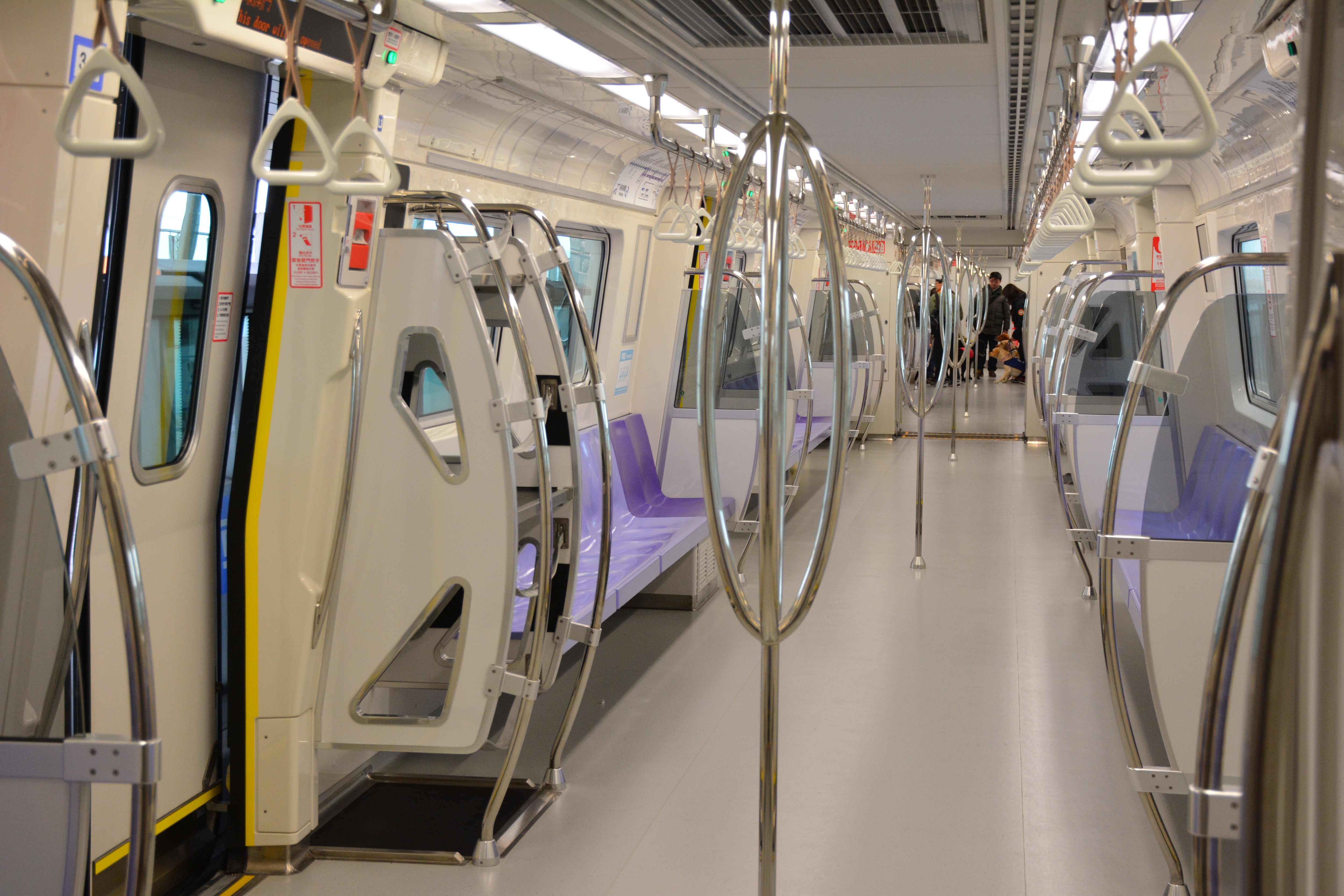
普通車客室
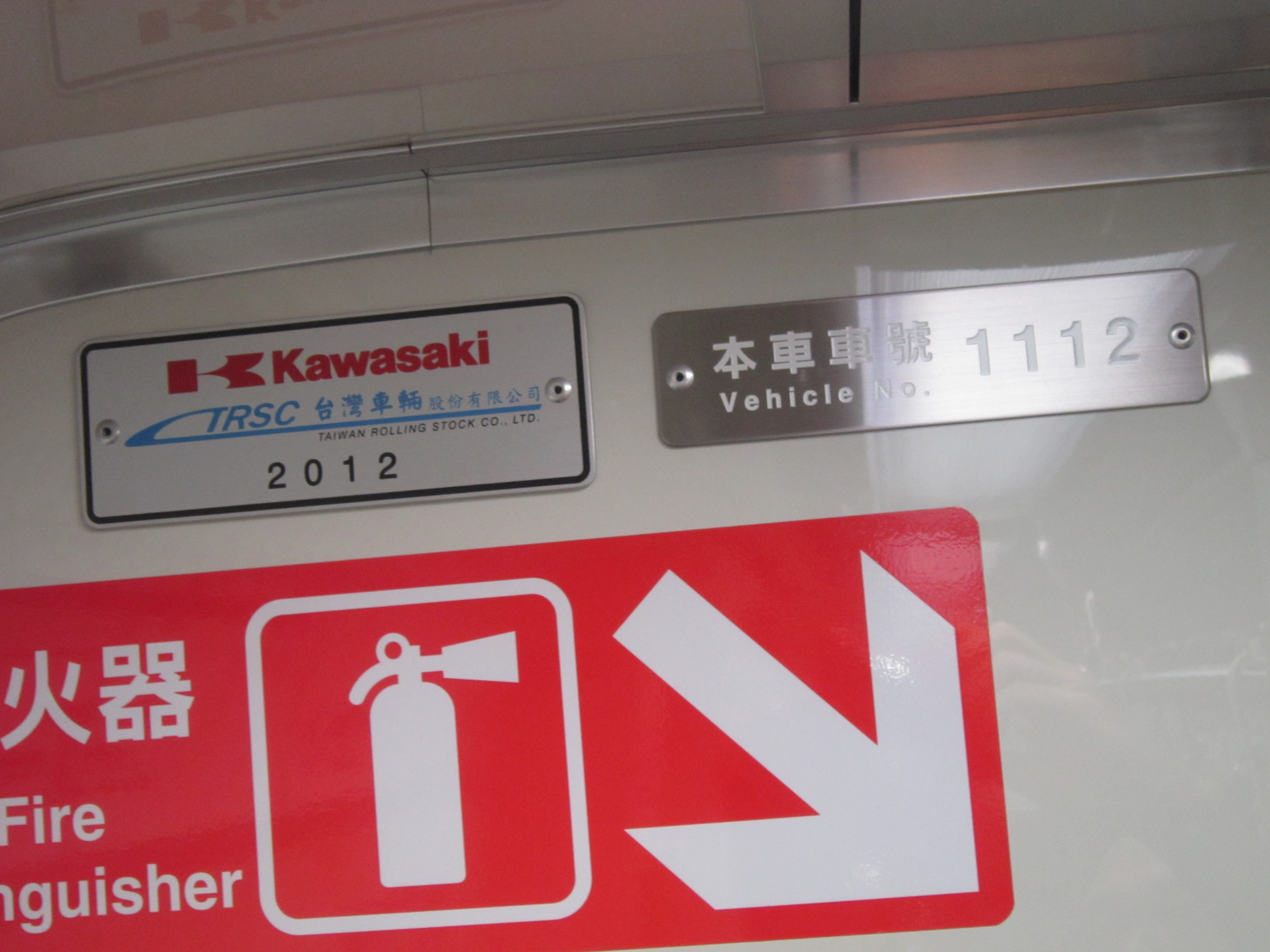
川崎重工業と台湾車輌公司の銘板
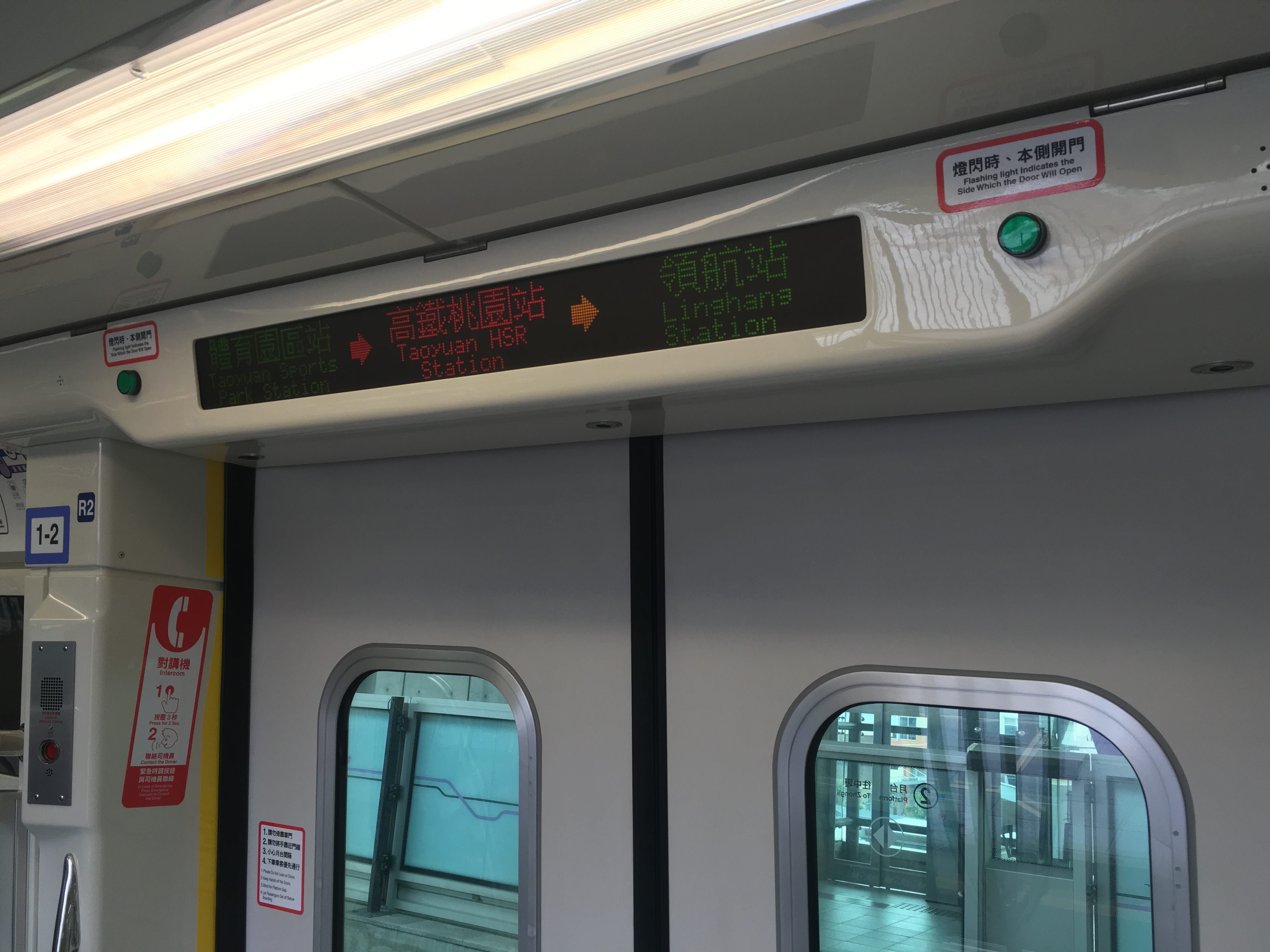
車内ドア上の旅客案内装置
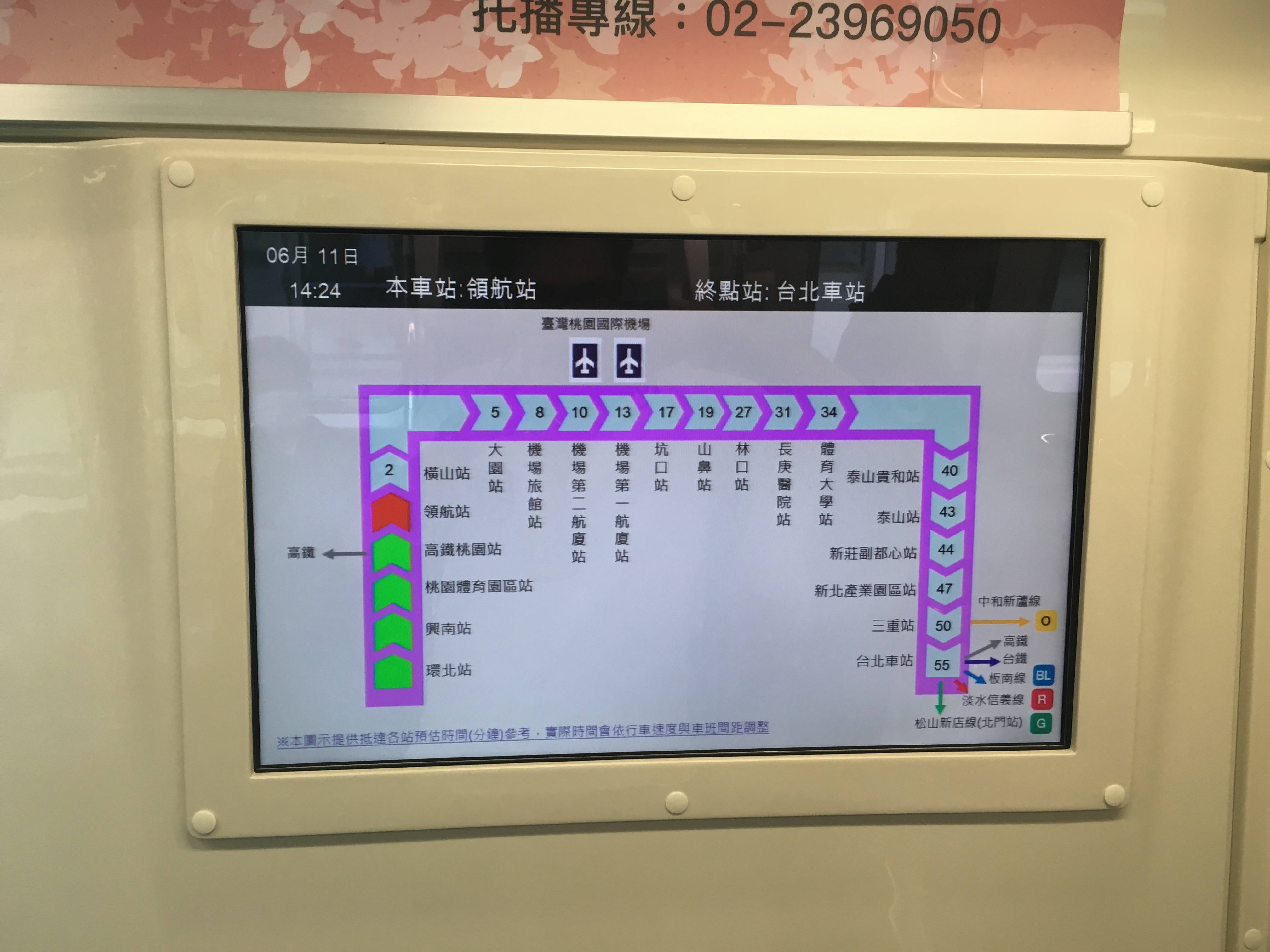
車内の旅客案内装置
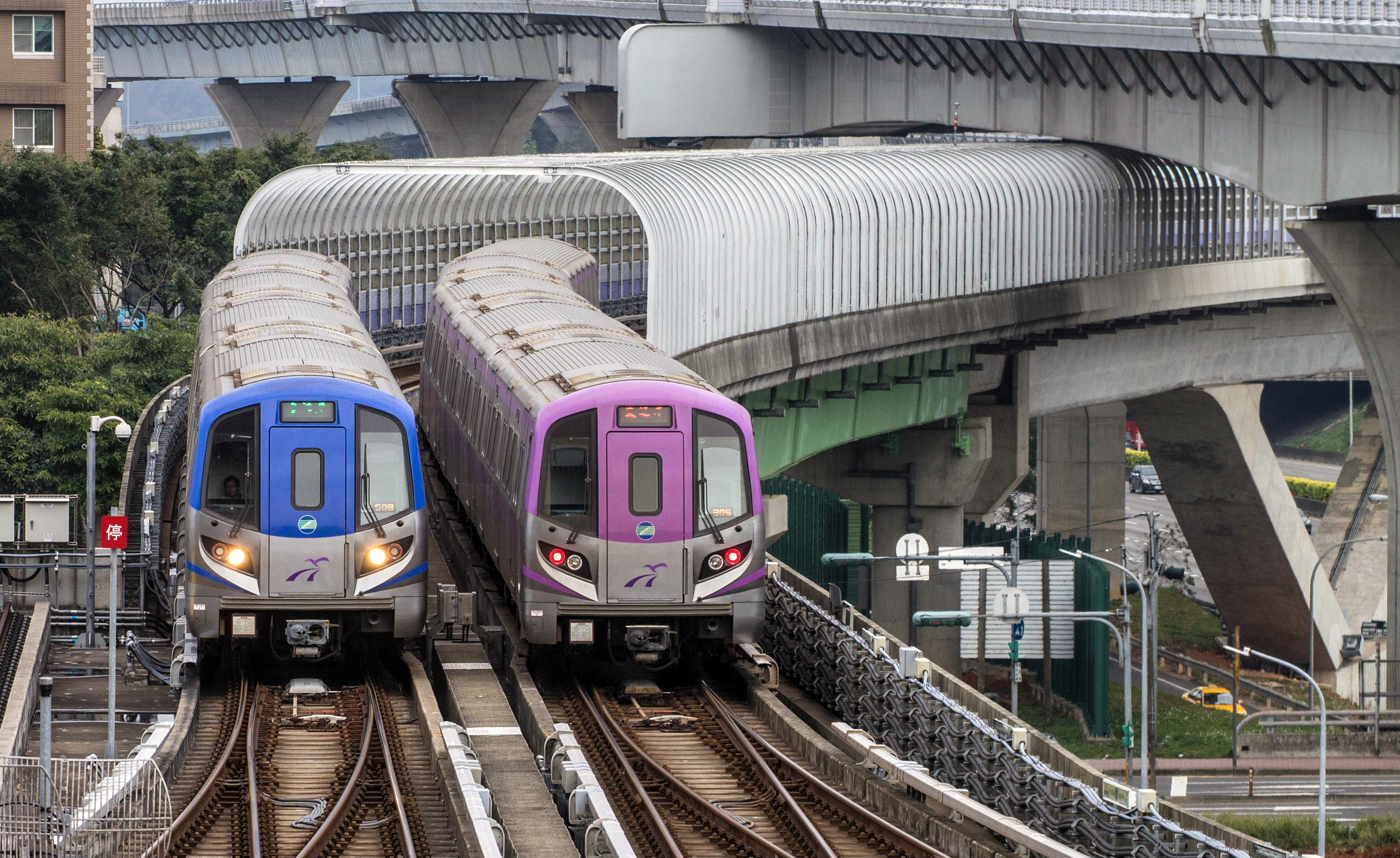
林口駅で直達車との離合シーン
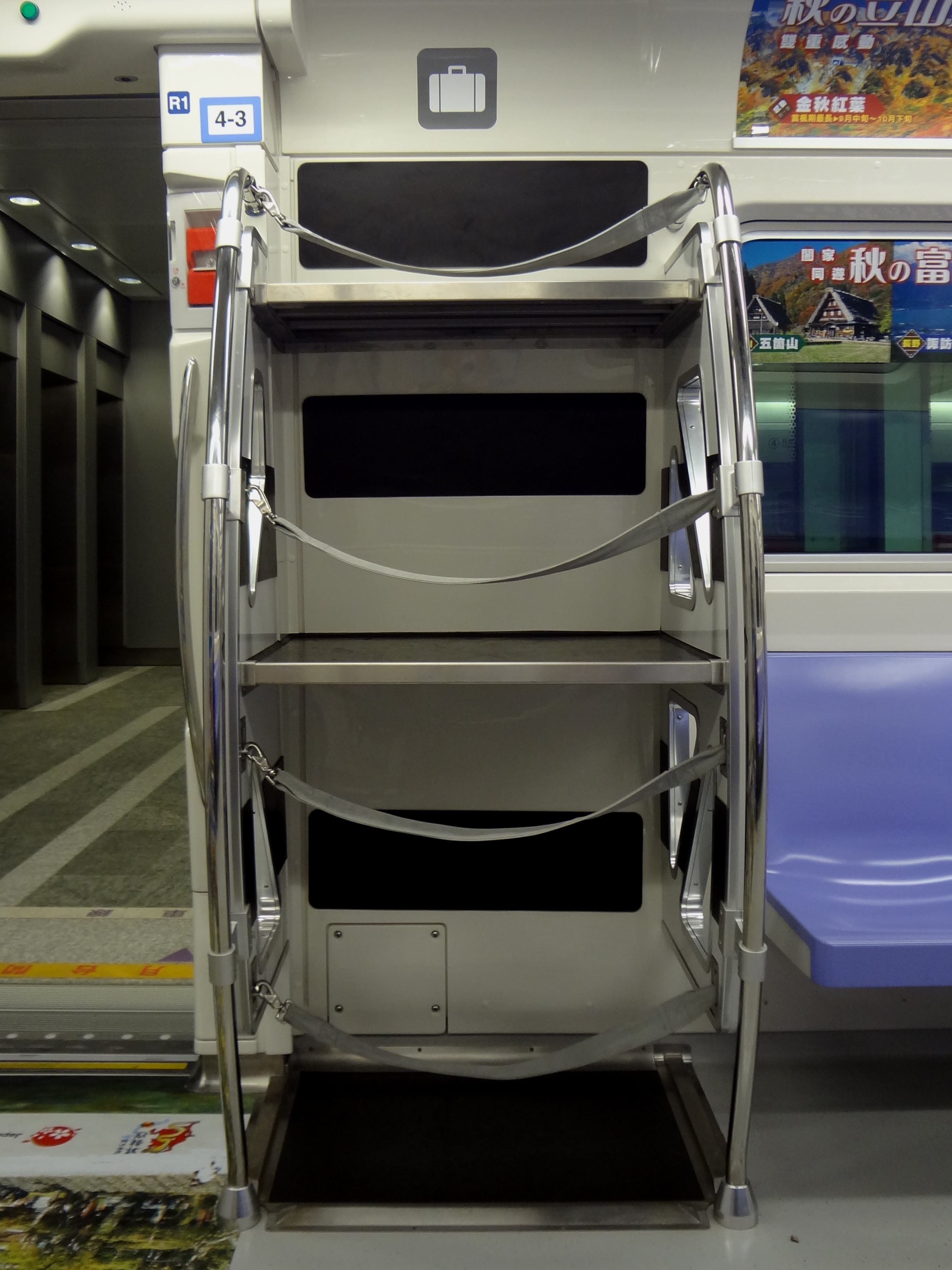
荷物棚
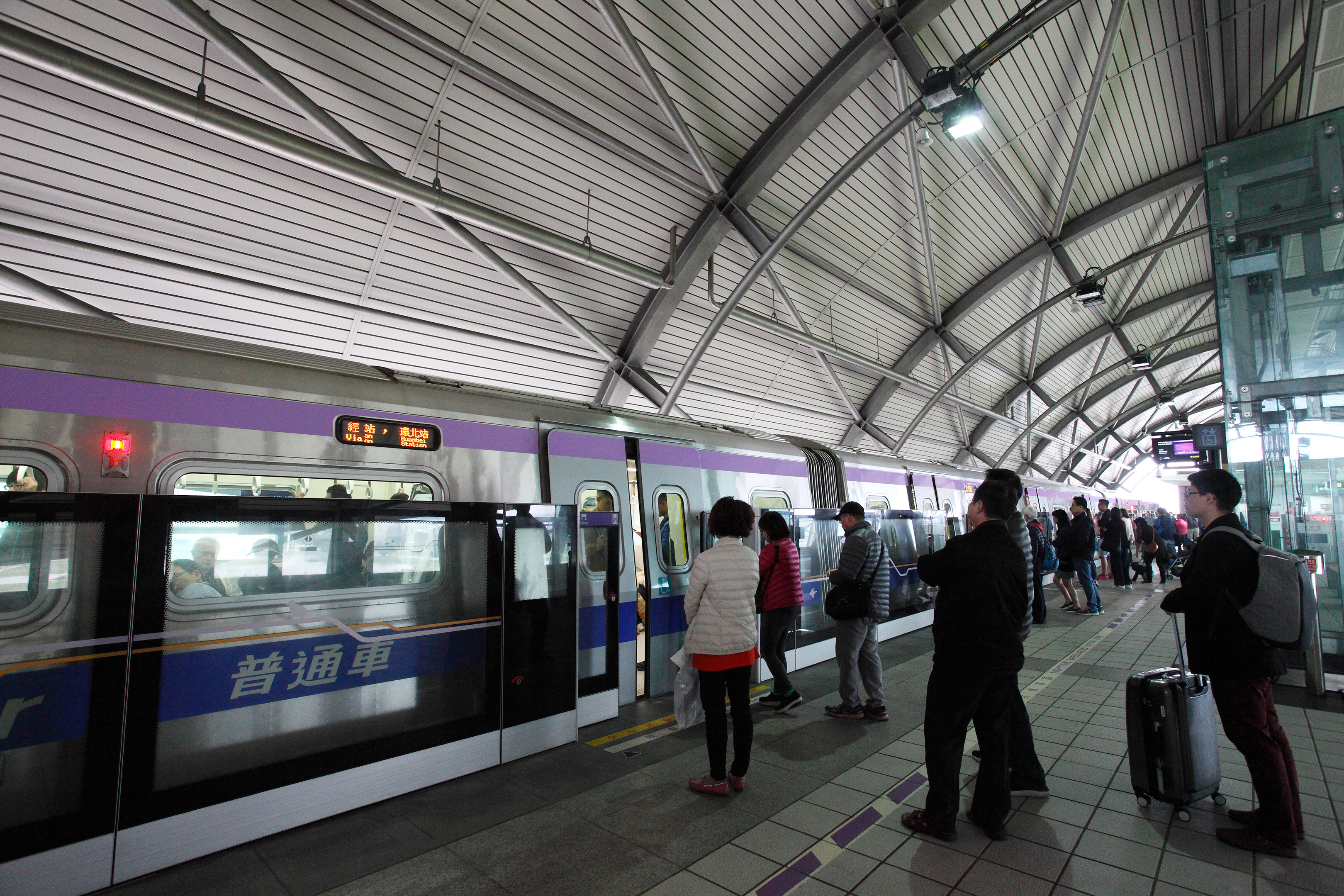
ドア間帯部分の普通車表記（三重駅）
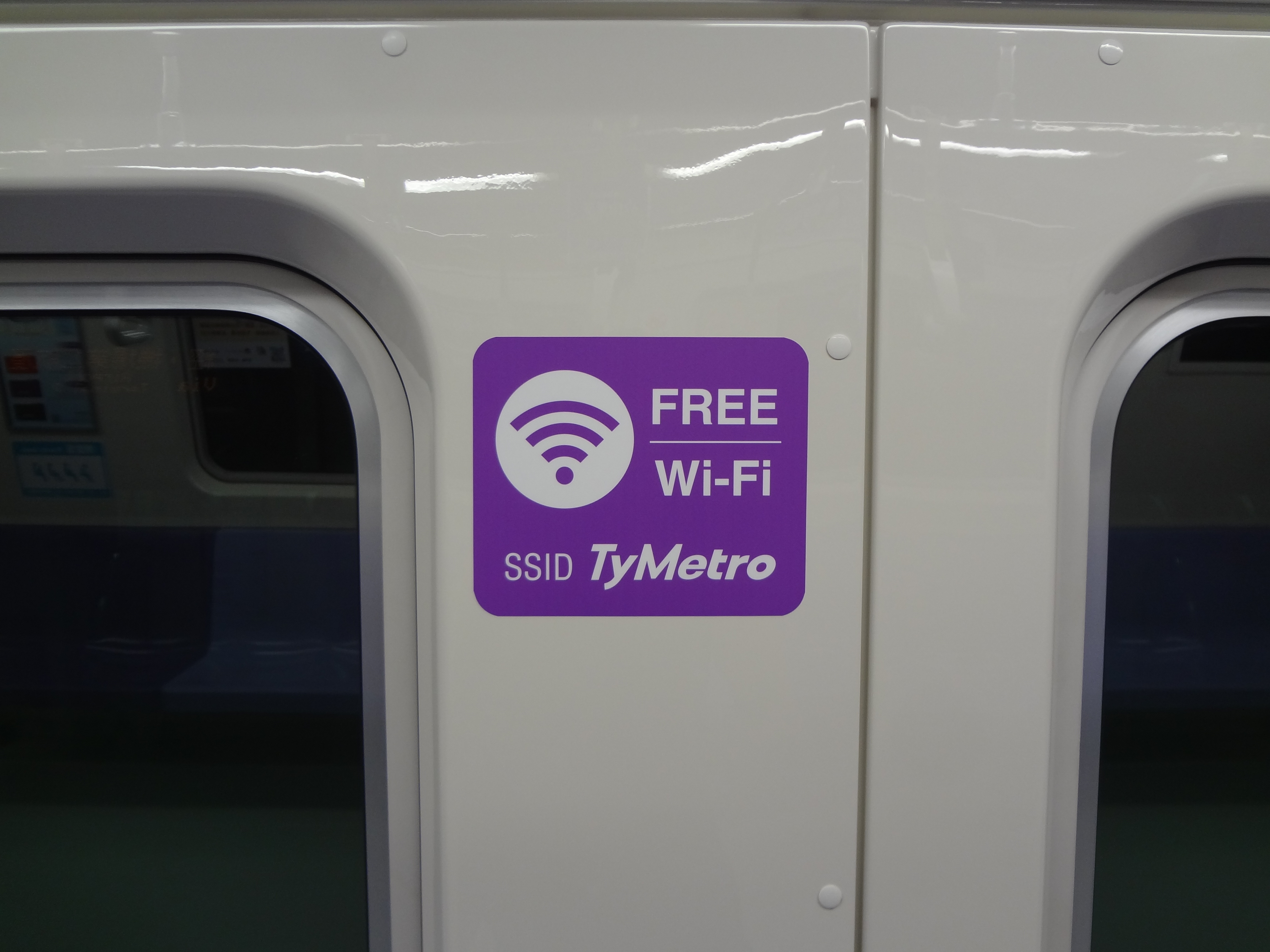
Wi-Fiステッカー
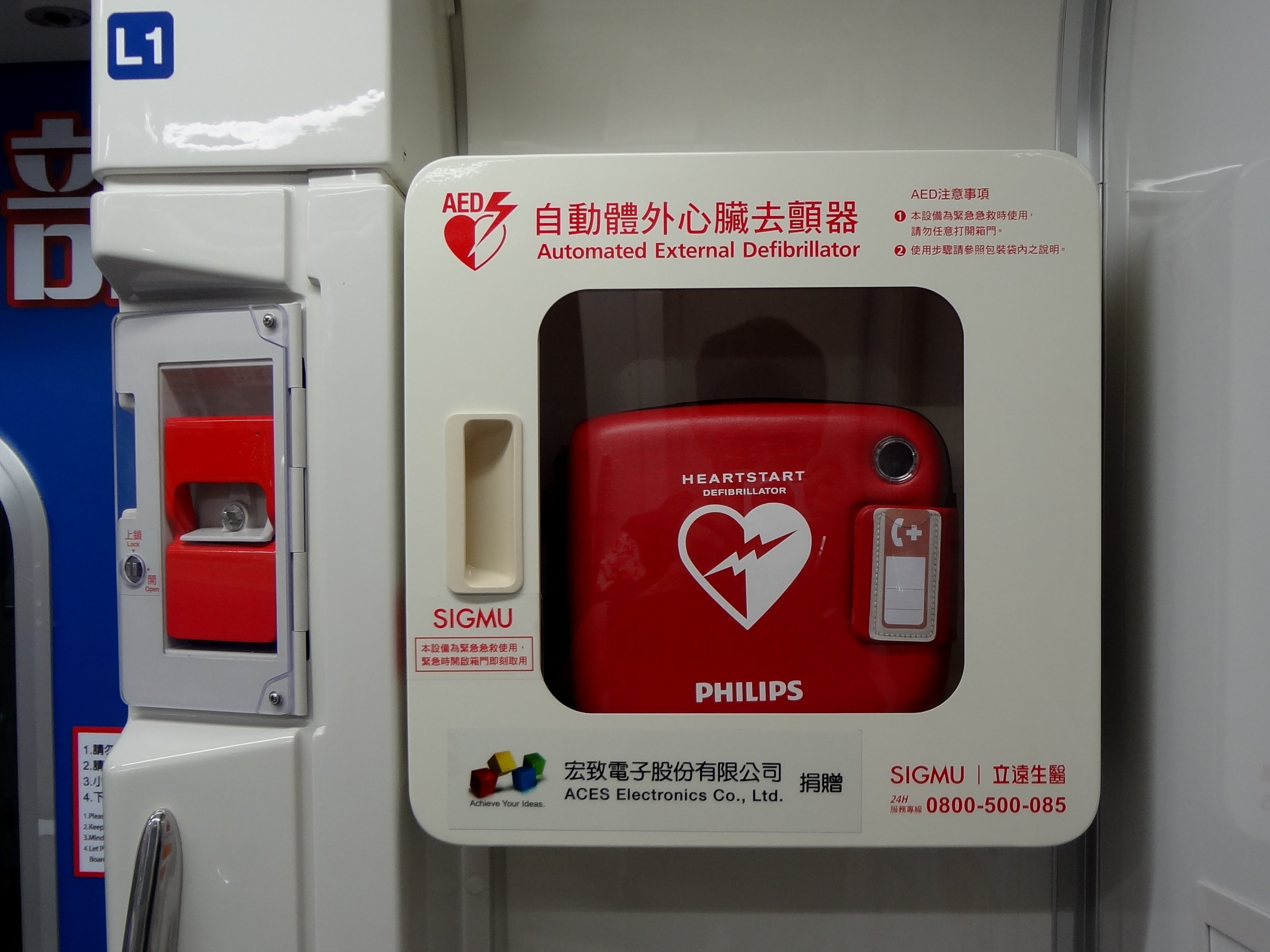
AED

## その他

### 特別仕様車
- 五月天（メイデイ）ラッピング(第5編成：2017年12月-2018年1月[18][19])
- 台東県政府観光広告（第14編成：2018年6-10月[20][21]）
- ㄚ桃園哥（中国語版）[注釈 7]ラッピング（第19編成：2018年7月～[22]）
- 阪神電鉄・阪神タイガースラッピング（第16編成：2019年1月～[23][24]）

### 関連商品
台湾メーカーの鐵支路模型より迴力車（デフォルメされた無動力の模型）が、タカラトミーより台湾国内限定でプラレールがそれぞれ販売されている。